# 6826 Lavoisier
6826 Lavoisier è un asteroide della fascia principale. Scoperto nel 1989, presenta un'orbita caratterizzata da un semiasse maggiore pari a 2,9023048 UA e da un'eccentricità di 0,0337649, inclinata di 3,49404° rispetto all'eclittica.
Dal 4 aprile al 3 maggio 1996, quando 6882 Sormano ricevette la denominazione ufficiale, è stato l'asteroide denominato con il più alto numero ordinale. Prima della sua denominazione, il primato era di 6798 Couperin.
L'asteroide è dedicato al chimico francese Antoine-Laurent de Lavoisier.